# فيتالي أنتونوف
فيتالي أنتونوف (بالأوكرانية: Антонов Віталій Борисович)‏ هو رائد أعمال أوكراني، ولد في 12 ديسمبر 1962 في ستري في أوكرانيا.
1. ↑  100 найбагатших українців 2021 | Віталій Антонов (بالأوكرانية), 6 травня 2021, ISSN:2708-3268, QID:Q48945045 {{استشهاد}}: تحقق من التاريخ في: |publication-date= (help)